# Atlahuilco (község)
Atlahuilco község Mexikó Veracruz államának középső részén, Montañas régióban. Lakossága 2010-ben 9824 fő volt, a községközpontban, Atlahuilcóban 1093-an éltek. Neve a navatl nyelvű Atl-tlauil-co szóösszetételből származik, melynek jelentése: A tiszta/fényes vízben. A község 1831-ben jött létre.

## Fekvése
A jórészt sík állam délnyugati részein már hegyek emelkednek: Atlahuilco község ebben a hegyvidékben terül el 1760 és 2700 méteres tengerszint feletti magasságok között. Rendkívül kanyargós hegyi utakkal összekötött települései jórészt a völgyekben épültek fel, illetve szétszórtan felépült hegyi házakból állnak. A község területének 58%-át erdők borítják, 40%-ot mezőgazdasági célokra hasznosítanak, a lakott területek 2%-ot foglalnak el belőle. A község völgyeiben több kisebb patak folyik (állandó vízfolyások: Xoxocotla, Atlasco, időszakos vízfolyás: Tecuanca), ezek mind a Río Blanco folyóba szállítják vizeiket.

## Élővilág
Erdőiben legfontosabb fafajok a mexikói szomorúfenyő (Pinus patula) és az azték jegenyefenyő. Állatai közül a nyulak, mókusok, tasakospatkány-félék, övesállatok és a közép-amerikai macskanyérc a legjellemzőbbek.

## Népesség
A község lakóinak száma a közelmúltban igen gyorsan nőtt: 1990 és 2010 között kb. 1,7-szeresére növekedett. A változásokat szemlélteti az alábbi táblázat:
| Év   | Lakosság |
| ---- | -------- |
| 1990 | 5865     |
| 1995 | 7295     |
| 2000 | 8054     |
| 2005 | 9038     |
| 2010 | 9824     |

## Települései
A községben 2010-ben 36 lakott helyet tartottak nyilván, a legkisebb település 20 fős lakosságú. A jelentősebb helységek:
| Település                   | Lakosság (2010) |
| --------------------------- | --------------- |
| Atlahuilco (községközpont)  | 1093            |
| Acultzinapa (San Miguelito) | 1091            |
| Zacamilola                  | 627             |
| Xibtla                      | 576             |
| Vista Hermosa               | 482             |
| Terrero                     | 440             |
| Quechulingo                 | 387             |
| Atlehuaya                   | 379             |
| Atetecochco                 | 337             |
| Macuilquila                 | 335             |
| Cuautlamanca                | 315             |
| El Rincón                   | 305             |
| Abaloma Cuautla             | 302             |
| Tlaxcantitla                | 296             |
| Zacatlamanca                | 262             |
| Uitziquiapa                 | 260             |
| Zihuateo                    | 254             |
| Tepexititla                 | 245             |
| Ticonca                     | 239             |